# Bielstein (Teutoburger Wald)
Der Bielstein ist ein 393 m ü. NHN hoher Berg im Teutoburger Wald im Kreis Lippe in Nordrhein-Westfalen. Sein Gipfel ist der höchste Punkt im Einzugsgebiet der Ems.

## Geographische Lage
Der Bielstein gehört zum Lippischen Wald, einem südöstlichen Teil des Teutoburger Waldes. Er erhebt sich rund 2,5 km (Luftlinie) südwestlich von Hiddesen, einem Ortsteil von Detmold. Östlich und nordöstlich des Bielsteins liegt das in Nord-Süd-Richtung verlaufende Heidental, durch das der Heidenbach fließt. Jenseits dieses Tales ragt der Berg Grotenburg (386 m) empor, auf dem unter anderem das Hermannsdenkmal steht.
Der bewaldete Berg ist Teil des Naturschutzgebiets Östlicher Teutoburger Wald.

## Sendeanlage und Wandern
Auf dem Berg befinden sich neben dem 1951 errichteten Grundnetzsender Teutoburger Wald einige weitere Gebäude, die zu der Sendeanlage gehören. Hinauf führt eine asphaltierte und nur für die Bewirtschaftung der Sendeanlage freigegebene Straße von Hiddesen. Zudem verlaufen am und auf dem Berg viele Wald- und Wanderwege.